# Gens du pays

Je me souviens

Gens du pays (en català: Gent del país) és un himne no oficial del Quebec, compost pel cantautor Gilles Vigneault. Composta a expenses de Louise Forestier i Yvon Deschamps -els quals desafiaven a qui poguera escriure una cançó per substituir el Happy Birthday- amb la col·laboració del músic Gaston Rochon, el mateix Vignault l'estrenà el 24 de juny de 1975 a Mont-real però no es va gravar fins a l'any següent, en una versió en directe amb altres cantants quebequesos inclosa en el disc 1 fois 5; d'ençà, la cançó ha esdevingut una peça simbòlica, encara que la lletra no en fa referència explícita ni cap reivindicació política, sinó que és més aïna una cançó d'amor.
Amb tot, la tornada «Gens du pays, c'est votre tour / de vous laisser parler d'amour» («compatriotes, ara vos toca poder parlar d'amor») és molt popular al Quebec: René Lévesque, fundador del Parti Québécois, la va citar en perdre el referèndum d'independència de 1980; set anys després, durant el seu soterrar, el públic de fora de l'església començà a cantar-li «Mon cher René, c'est à ton tour / de te laisser parler d'amour» (allà, en els aniversaris se sol cantar esta cançó amb el nom de l'homenatjat en compte del títol).

## Lletra
Le temps qu'on a pris pour se dire «je t'aime»

C'est le seul qui reste au bout de nos jours

Les vœux que l'on fait les fleurs que l'on sème

Chacun les récolte en soi-même

Aux beaux jardin du temps qui court

{refain}

Gens du pays, c'est votre tour

De vous laisser parler d'amour

Gens du pays c'est votre tour

De vous laisser parler d'amour

Les temps de s'aimer, le jour de le dire

Fond comme la neige aux doigts du printemps

Fêtons de nos joies, fêtons de nos rires

Ces yeux où nos regards se mirent

C'est demain que j'avais vingt ans

{refrain}

Le ruisseau des jours aujourd'hui s'arrête

Et forme un étang où chacun peut voir

Comme en un miroir l'amour qu'il reflète

Pour ces cœurs à qui je souhaite

Les temps de vivre leurs espoirs

{refain}